# Nagyváthy János-díj
A Nagyváthy János-díj egy államilag adományozott szakmai elismerés, melyet az Agrárminisztérium ítél oda minden évben azon személyeknek, akik legalább 5 éve kiemelkedő oktató munkát végeznek a  miniszter feladatkörébe tartozó ágazatokat érintő felsőoktatás területén. Azon szakmai díjak közé tartozik, amelyeket az ágazatok területén végzett kiemelkedően eredményes tevékenység, illetve ezen ágazatok eredményességének javítása érdekében kifejtett munka, továbbá az ágazat fejlesztéséért tett kiemelkedően magas áldozatvállalás elismeréseként alapított a minisztérium. A kitüntetést minden évben a Pedagógusnap alkalmából adományozzák. 
A kitüntetést Nagyváthy János (1755–1819), Festetics György gróf birtokainak jószágkormányzója, a kezdeményezésére alapított Georgikon igazgatója, az első magyar nyelvű rendszeres mezőgazdasági munka szerzője után nevezték el. Előzményei közé tartozik az 1973-ban alapított Nagyváthy János Emlékplakett, az elnevezést 1977-ben Nagyváthy János Emlékéremre változtatták, melyet a mezőgazdaság és az agrároktatás területén kiemelkedő munkát végzett intézmények, dolgozók kaphattak meg. Az Agrárminisztérium jelenlegi legmagasabb szakmai elismerései között szereplő Nagyváthy János-díj adományozásáról az évek során több megváltozott tartalmú miniszteri rendelet rendelkezett (11/1999. (I. 29.) FVM rendelet, 91/2003. (VII.31.) FVM rendelet, 25/2015. (V. 27.) FM rendelet).
Az elismerésben részesített a díjjal emlékplakettet, valamint az adományozást igazoló okiratot kap. Az emlékplakett bronzból készül, négy sarkán lekerekített négyzet alakú, 77x77 mm nagyságú, 4 mm vastag. Egyik oldalán Nagyváthy János domborművű arcképe, „Nagyváthy János 1755–1819” nevének, születésének, illetve halálának dátumát jelölő felirattal, kalásszal és tollal, a másik oldalán a „Szorgalmatos mezei gazda” jelképet kifejező két álló férfialak, az egyik kalászokat és könyvet tartva kezében, háttérben mezőgazdasági település látképével.

## A díjazottak listája
- 2019: Hullár István Péter
- 2019: Kocsis László
- 2019: Péli László
- 2018: Csákiné Michéli Erika
- 2018: Nagy Sándor Alex
- 2018: Németh Attila
- 2018: Szilágyi János Ede
- 2018: Tóth Zoltán
- 2017: Csabina Zoltánné
- 2017: Deák Tamás
- 2017: Dublecz Károly
- 2017: Gulyás László
- 2017: Olajos István
- 2016: Engler Péter
- 2016: Helyes Lajos
- 2016: Kocsisné Molnár Gitta
- 2016: Urbányi Béla
- 2015: Ligetvári Ferenc
- 2015: Pénzes Béla
- 2015: Posta Katalin Andrea
- 2015: Szakál Pál
- 2015: Takácsné György Katalin
- 2015: Tóth Tamás
- 2014: Csák Csilla
- 2014: Lakatos Gyula
- 2014: Tóth József
- 2014: Tőzsér János